# Scott Easthope
Scott Easthope (15 de outubro de 1985) é um treinador de futebol australiano. Desde 2016 comanda a Seleção Samoana, chegando a disputar a Copa das Nações da OFC de 2016.
Em clubes, Easthope trabalhou como auxiliar-técnico do Stop Out (Nova Zelândia) em 2013 e 2015.